# AEG G.III
L'AEG G.III, designazione aziendale GZ3, era un bombardiere bimotore biplano realizzato dall'azienda tedesco imperiale Allgemeine Elektrizitäts-Gesellschaft (AEG) negli anni dieci del XX secolo.
Utilizzato dalla Luftstreitkräfte, la componente aerea dell'esercito tedesco imperiale durante la prima guerra mondiale, il G.III, sviluppo intermedio dei G-Typ prodotti dall'AEG, venne prodotto in un numero limitato di esemplari.

## Storia del progetto

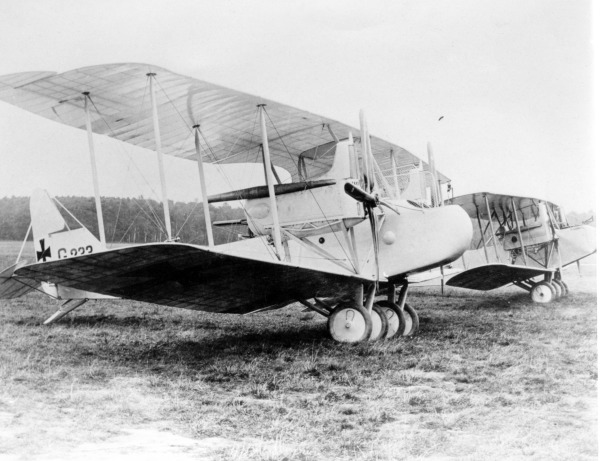
Un AEG G.III e, in secondo piano, un AEG G.I affiancati.

Nel corso del 1915 la disponibilità di nuove unità motoelica dalla maggior potenza rese possibile un nuovo sviluppo dei modelli già in produzione. La AEG sfruttò anch'essa questa opportunità per realizzare la terza evoluzione dell'originario AEG G.I.
Appena resesi disponibili i Mercedes D.IV a 8 cilindri in linea raffreddati a liquido in grado di sviluppare una potenza nominale pari a 220 CV (162 kW) a 1 400 giri/min, l'AEG sviluppò un nuovo modello, il Großflugzeuge 3 (GZ 3), che manteneva l'aspetto del suo predecessore irrobustendone la cellula ed aggiungendo una postazione difensiva ventrale. Grazie a quest'ultima soluzione il velivolo fu il primo bombardiere tedesco a disporre di una difesa posteriore su un arco di 360°. Presentato alla commissione esaminatrice dell'Idflieg, valutato positivamente ne approvò l'avvio alla produzione in serie con la designazione ufficiale G.III.
Tuttavia l'affidabilità del nuovo modello di motore sviluppato dalla Daimler si rivelò ben presto bassa a causa dell'eccessiva lunghezza dell'albero a gomiti che tendeva a rompersi. Per ovviare al problema si ricorse ben presto alla sostituzione delle unità motrici con una coppia dei nuovi Mercedes D.IVa a sei cilindri in linea da 260 PS (191 kW) ciascuno.

## Impiego operativo
Il G.III iniziò ad essere consegnato ai reparti della Luftstreitkräfte nel corso del 1915, la maggior parte dei quali assegnati al Kagohl 1 che operava sui Balcani. Benché limitato nel servizio operativo dalla disponibilità di nuovi modelli più efficienti riuscì a conseguire un importante risultato nel settembre 1916, quando una formazione riuscì a distruggere il ponte ferroviario sul Danubio nei pressi di Cernavodă, in Romania.
Gli esemplari in organico al Kagohl 2 basato a Friburgo operarono con successo sul fronte occidentale, tuttavia ben presto il comandante del reparto contattò il comando lamentando la scarsa autonomia dei caccia di scorta con cui doveva operare limitandone la capacità.
Gli AEG G.III cominciarono ad essere progressivamente sostituiti nella prima linea ed al settembre 1917 tutti i velivoli superstiti risultano ritirati ed assegnati ai reparti di addestramento per la formazione dei nuovi equipaggi.

## Utilizzatori
Germania
- Luftstreitkräfte